# Biserica de lemn din Curpen

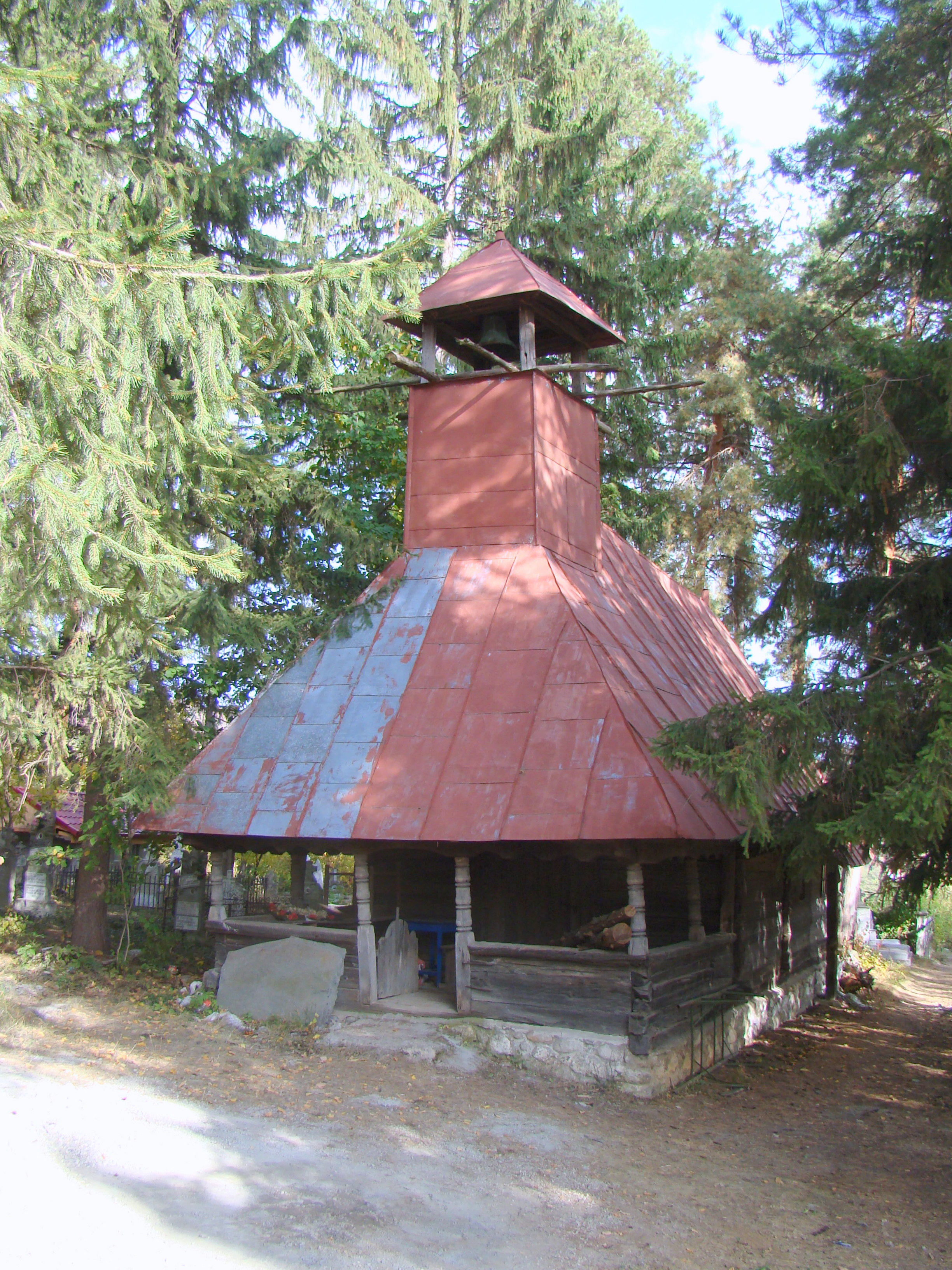
Biserica de lemn „Adormirea Maicii Domnului” din Curpen, comuna Stănești, județul Gorj, foto: octombrie 2018.

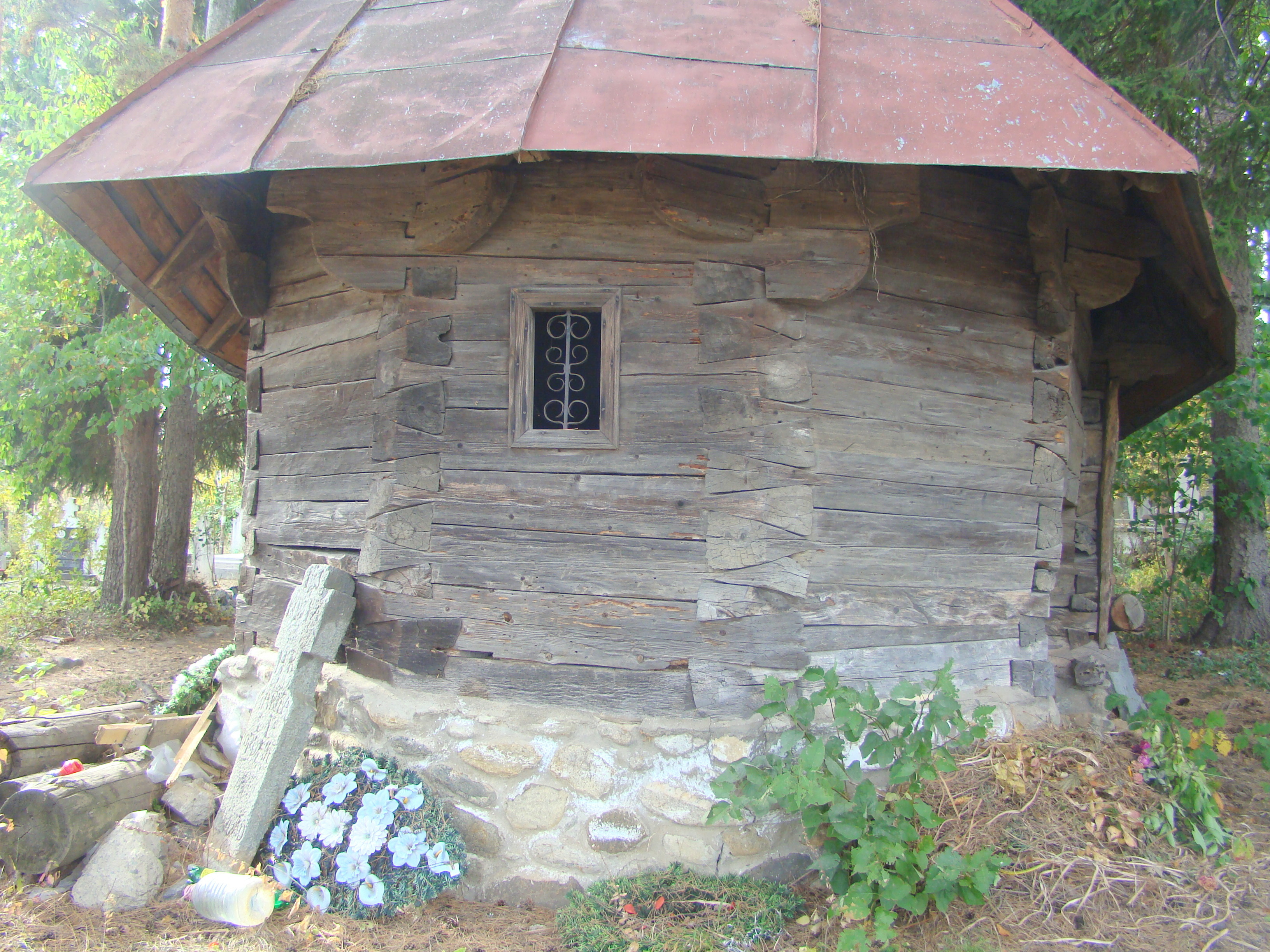
Absida altarului

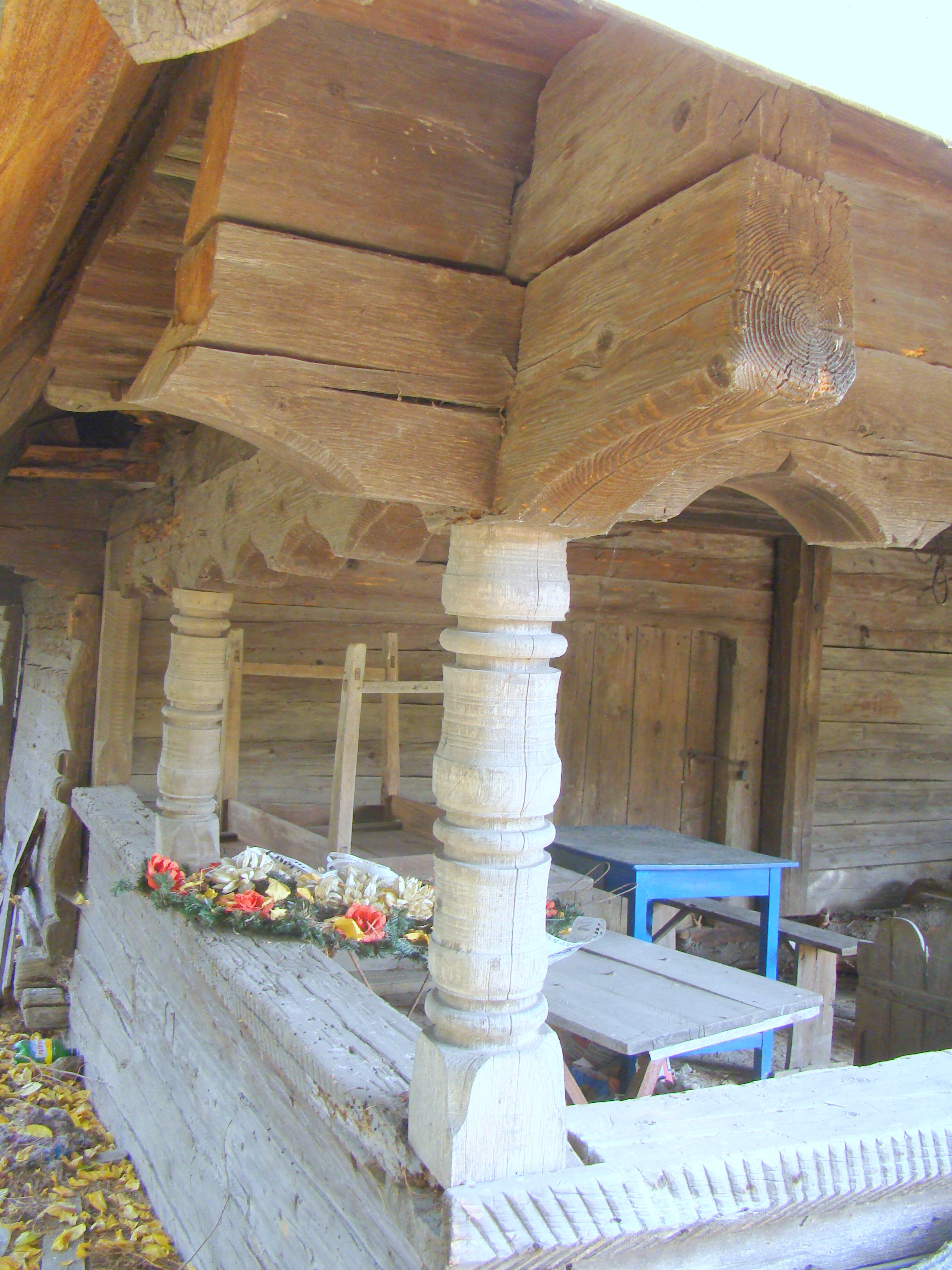
Stâlp şi console la pridvor

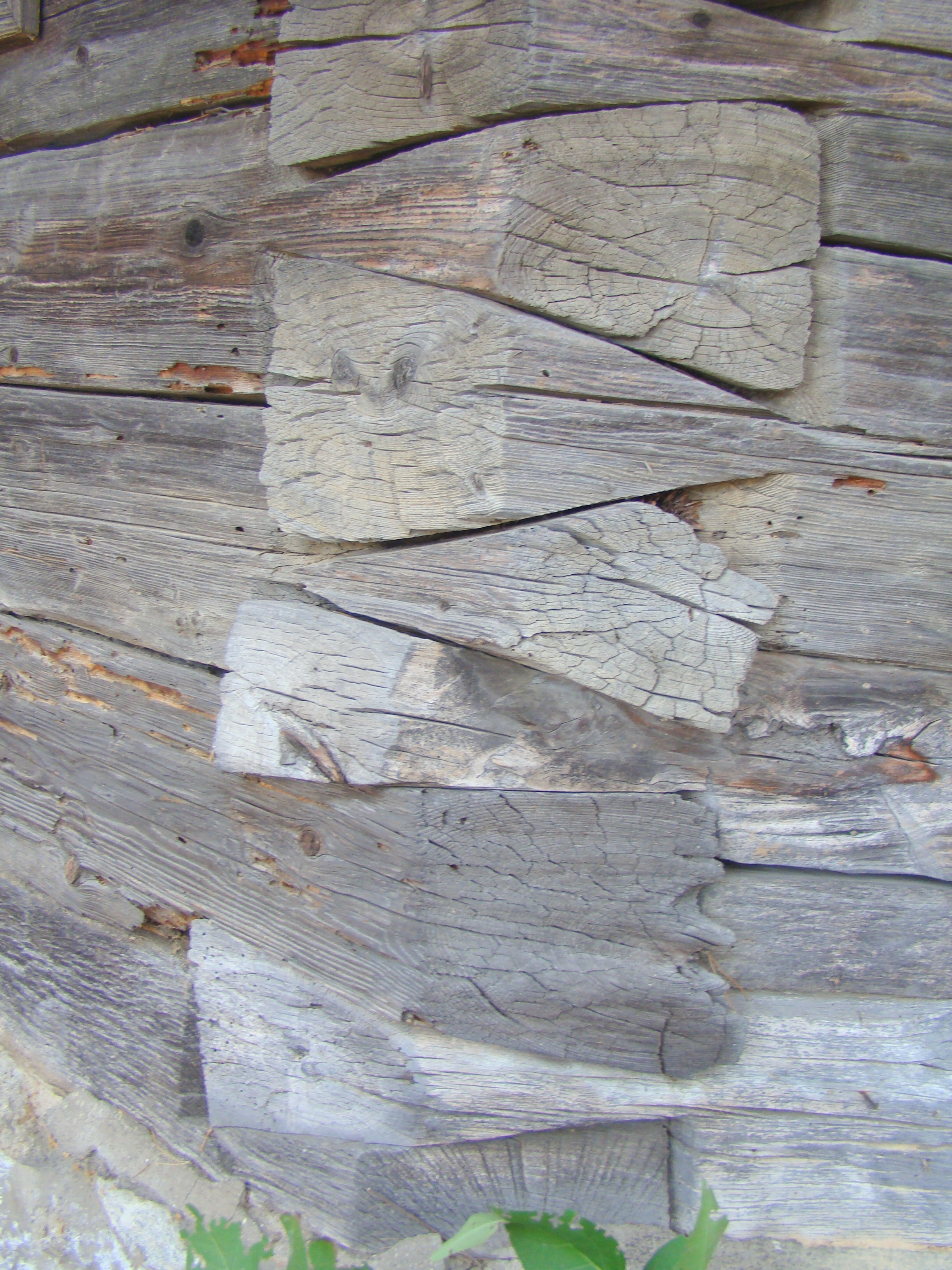
Îmbinări

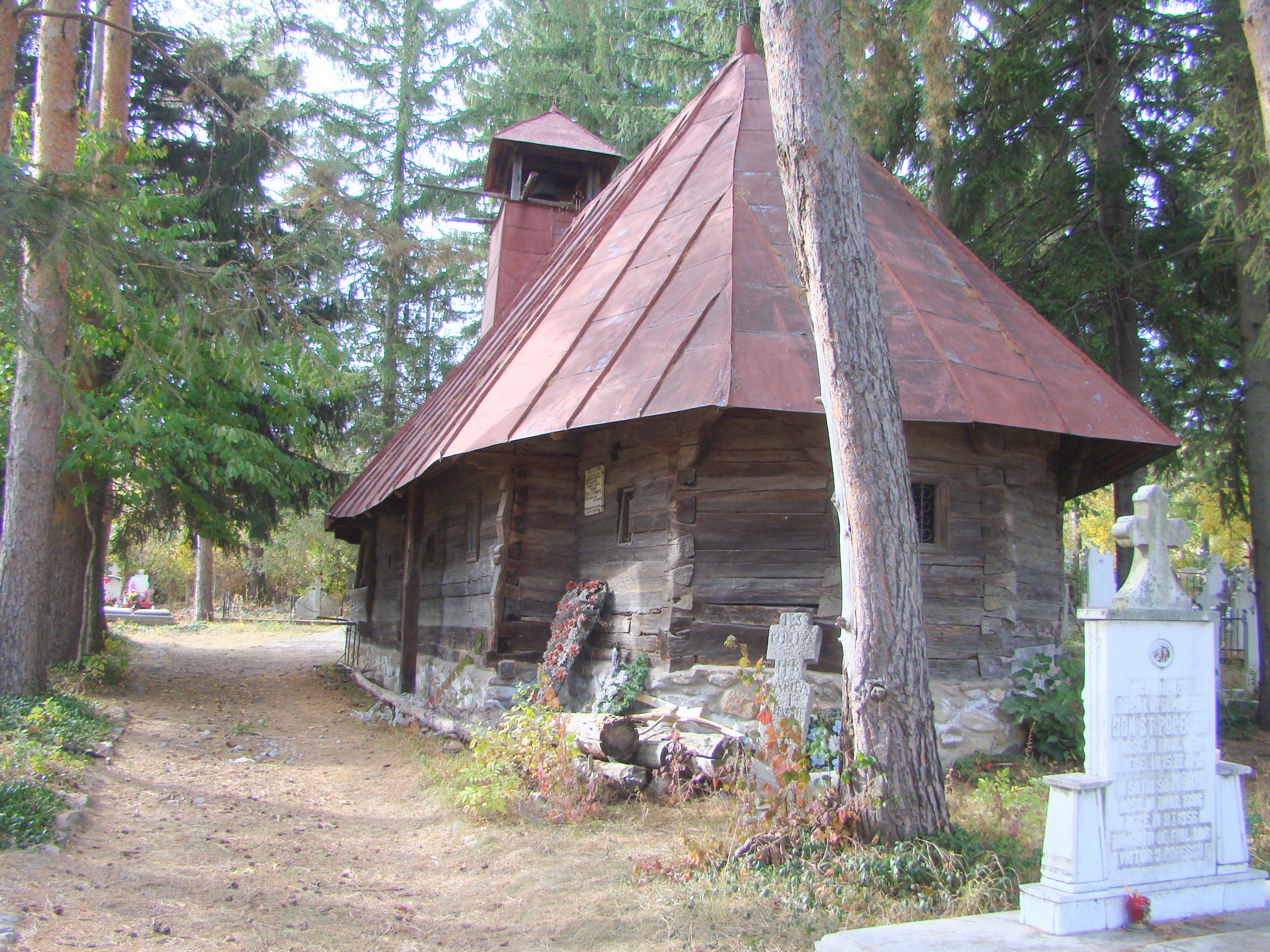
Biserica (sud-est)

Biserica de lemn din Curpen, comuna Stănești, județul Gorj, datează din anul 1801 . Are hramul „Adormirea Maicii Domnului” (15 august). Biserica se află pe noua listă a monumentelor istorice sub codul LMI:  GJ-II-m-B-09293.

## Istoric și trăsături
Biserica a fost ridicată în anul 1801, ctitorii fiind popa Pătru, Pârvu Popescu, popa Ion și Matei Dudău. Biserica a fost strămutată în anul 1954 pe „Dealul Mare”, pe amplasamentul inițial existența sa fiind periclitată de inundații.
Pereții, de dimensiuni mari, înscriu o navă dreptunghiulară și un altar ușor decroșat, poligonal, cu cinci laturi.
Pantele acoperișului sunt învelite în tablă. Acoperirea interioară cuprinde o boltă semicilindrică peste navă, o boltă în formă de trunchi de con și un timpan înclinat, cu reazem, peste altar.
De-a lungul timpului a suferit numeroase transformări: cu prilejul unei reparații, cadrele sculptate ale intrărilor au fost suprimate, dispărând inscripțiile săpate în lemn ce puteau oferi informații prețioase. Sub temelie a fost construit un soclu de piatră, în panta terenului. A mai fost executată o intrare, pe latura de nord a naosului, lângă altar. Golurile ferestrelor au fost prevăzute cu elemente de feronerie. Clopotnița peste prispă a fost și ea adăugată ulterior.
Tâmpla a fost descompletată. Mai există stinghiile, cu motive decorative, ce separau registrele, și ușile împărătești, cu Buna Vestire, în bogat cadru arhitectural. Ușile diaconești, arhanghelul Mihail și arhanghelul Gavril, sunt de la sfârșitul secolului al XIX-lea (poate repictări).
O parte din elementele tâmplei se păstrează într-o ladă din biserica de zid: icoane din registrul apostolilor și al praznicelor, pictura acestora, asemănătoare cu cea a ușilor împărătești, putând fi atribuită diaconului Zamfir din Bălești.

## Imagini din exterior

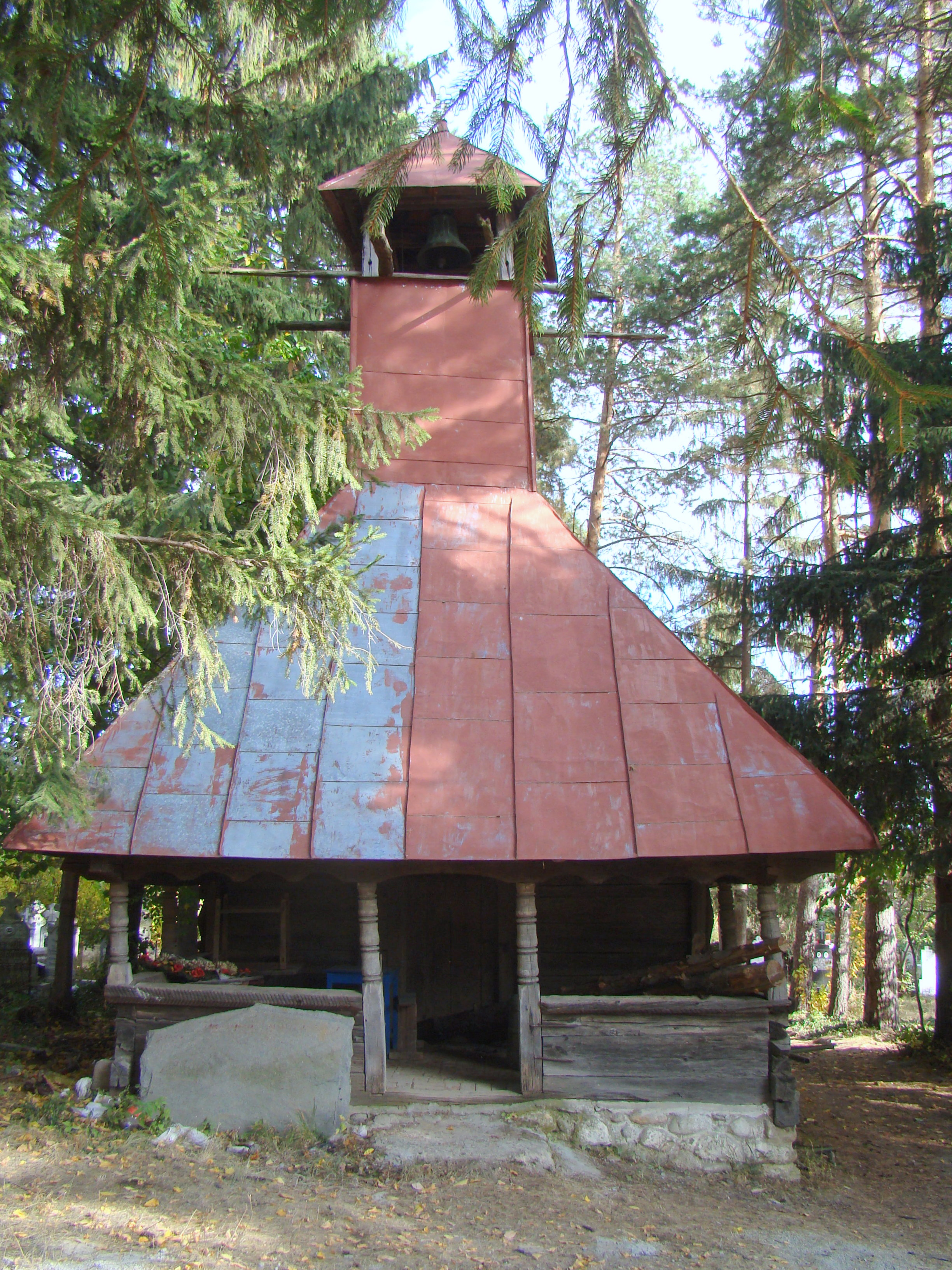
Biserica (vest)
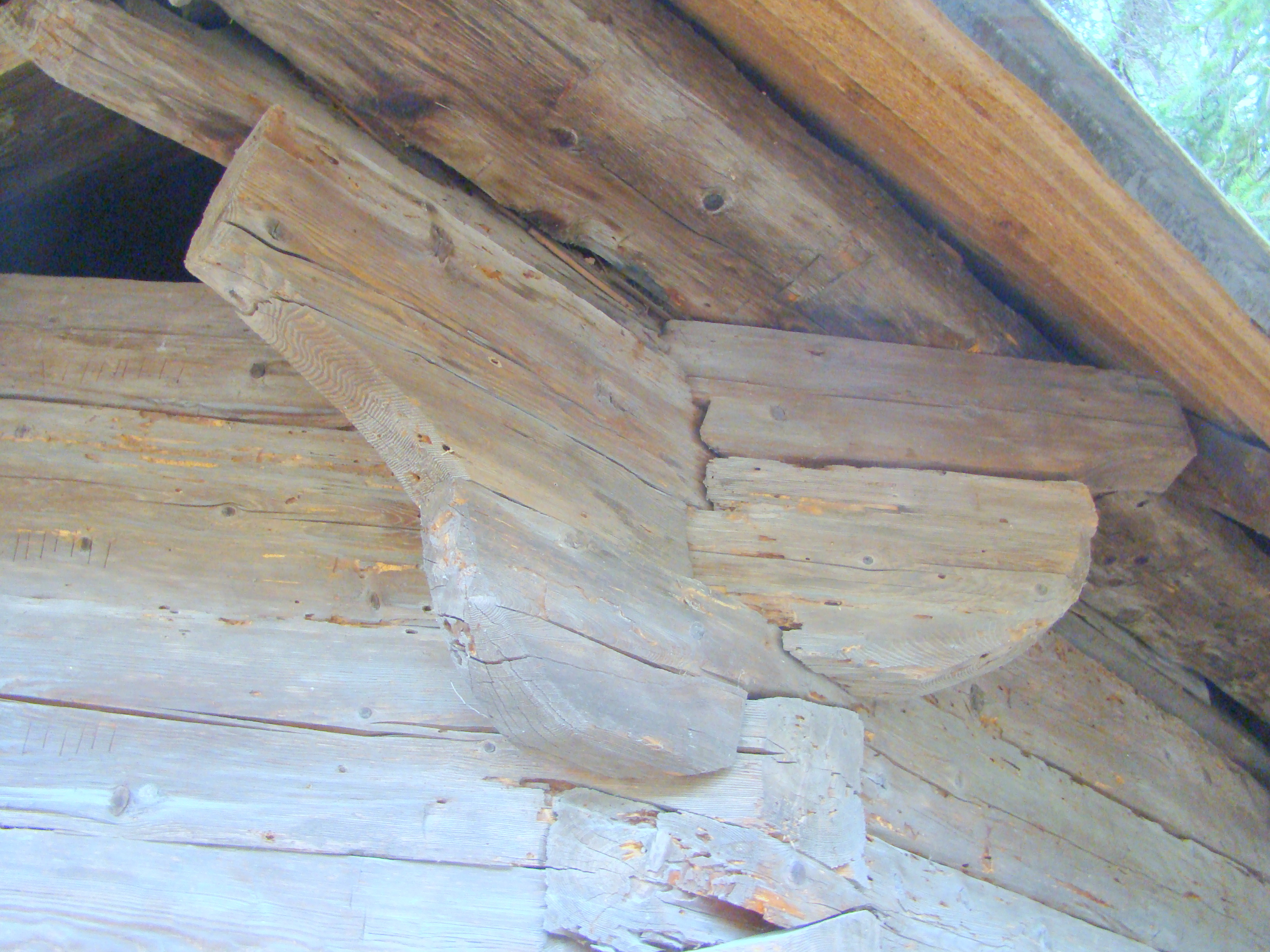
Console
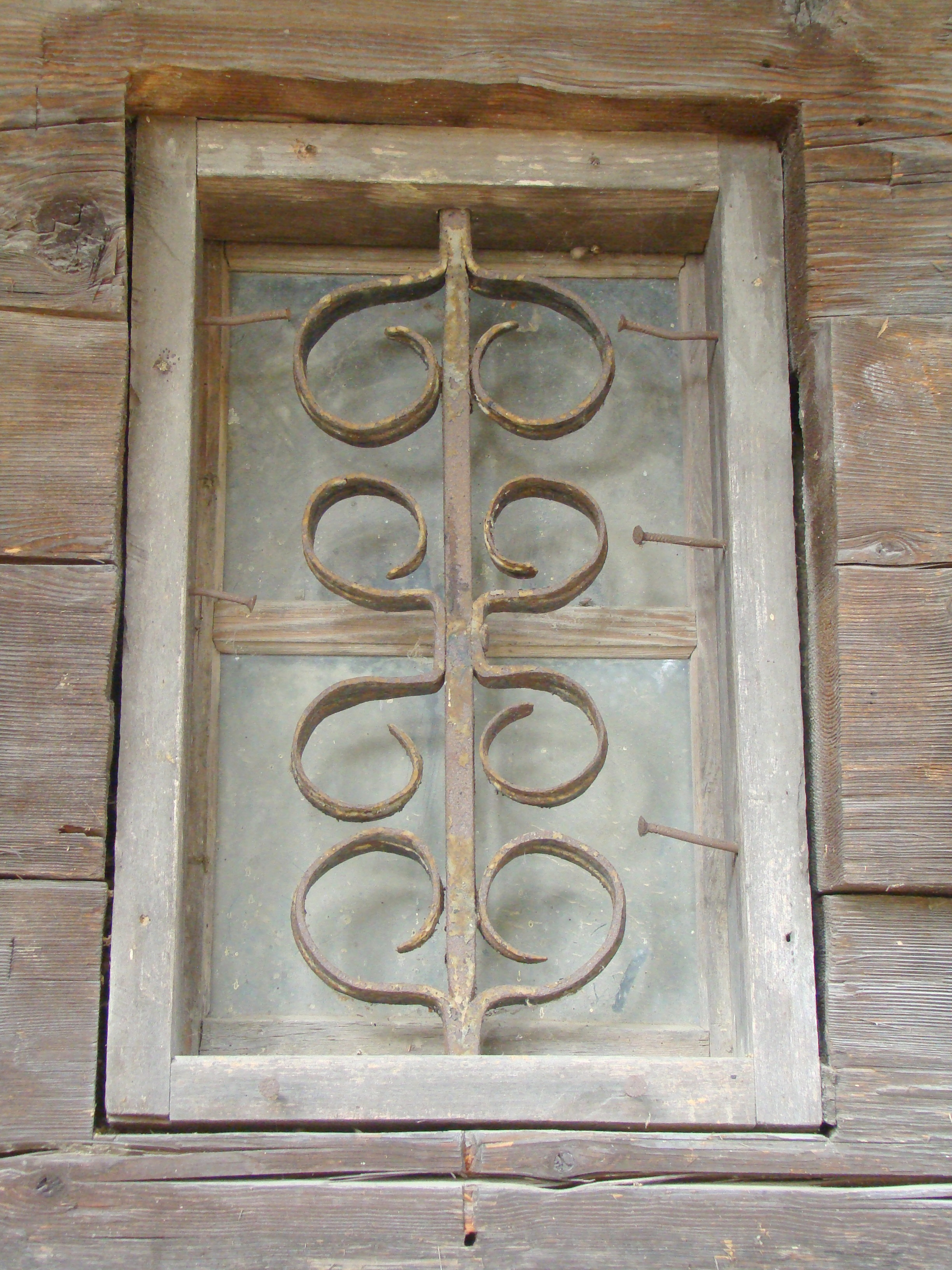
Fereastră
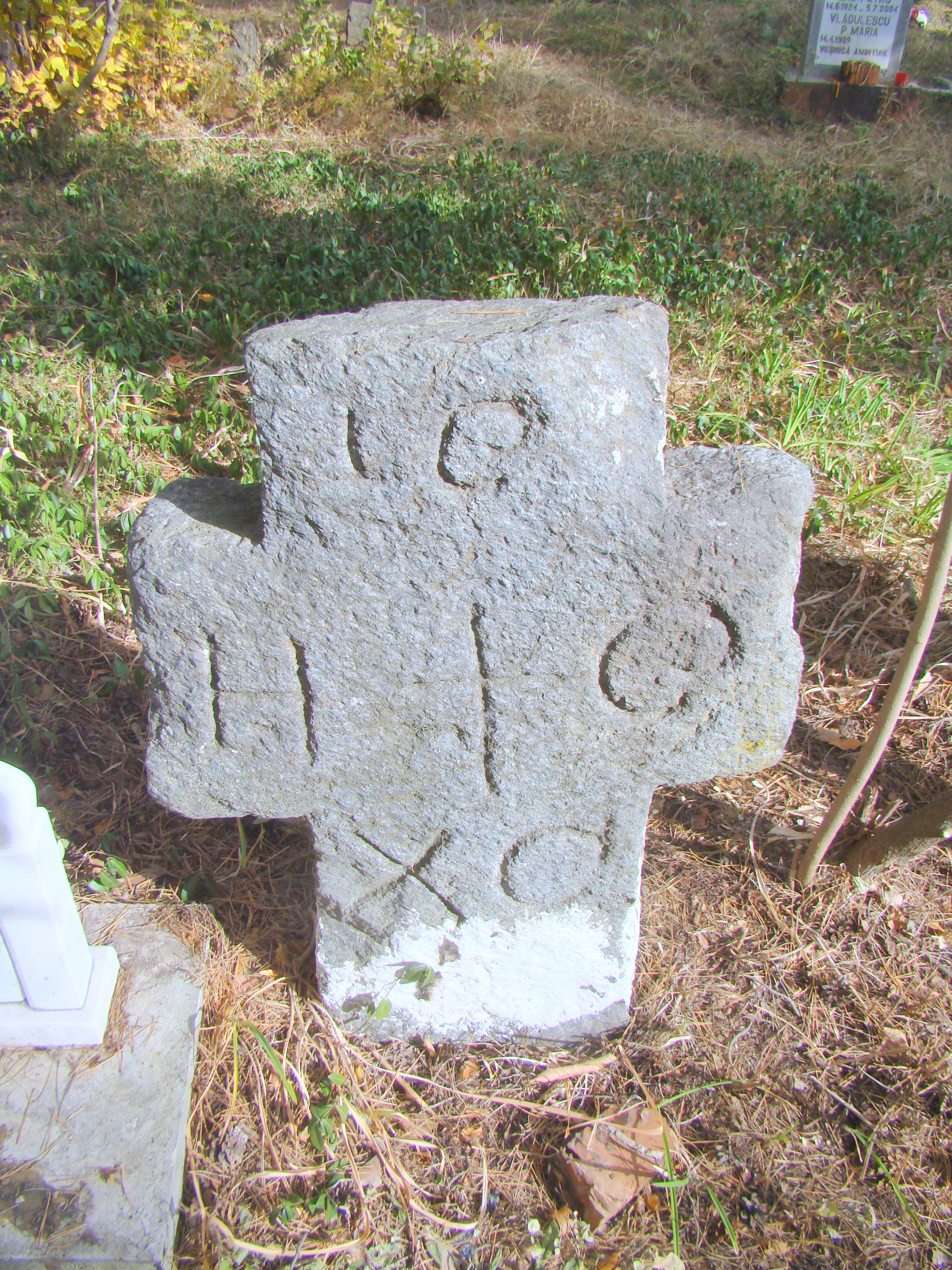
Cruce veche de piatră
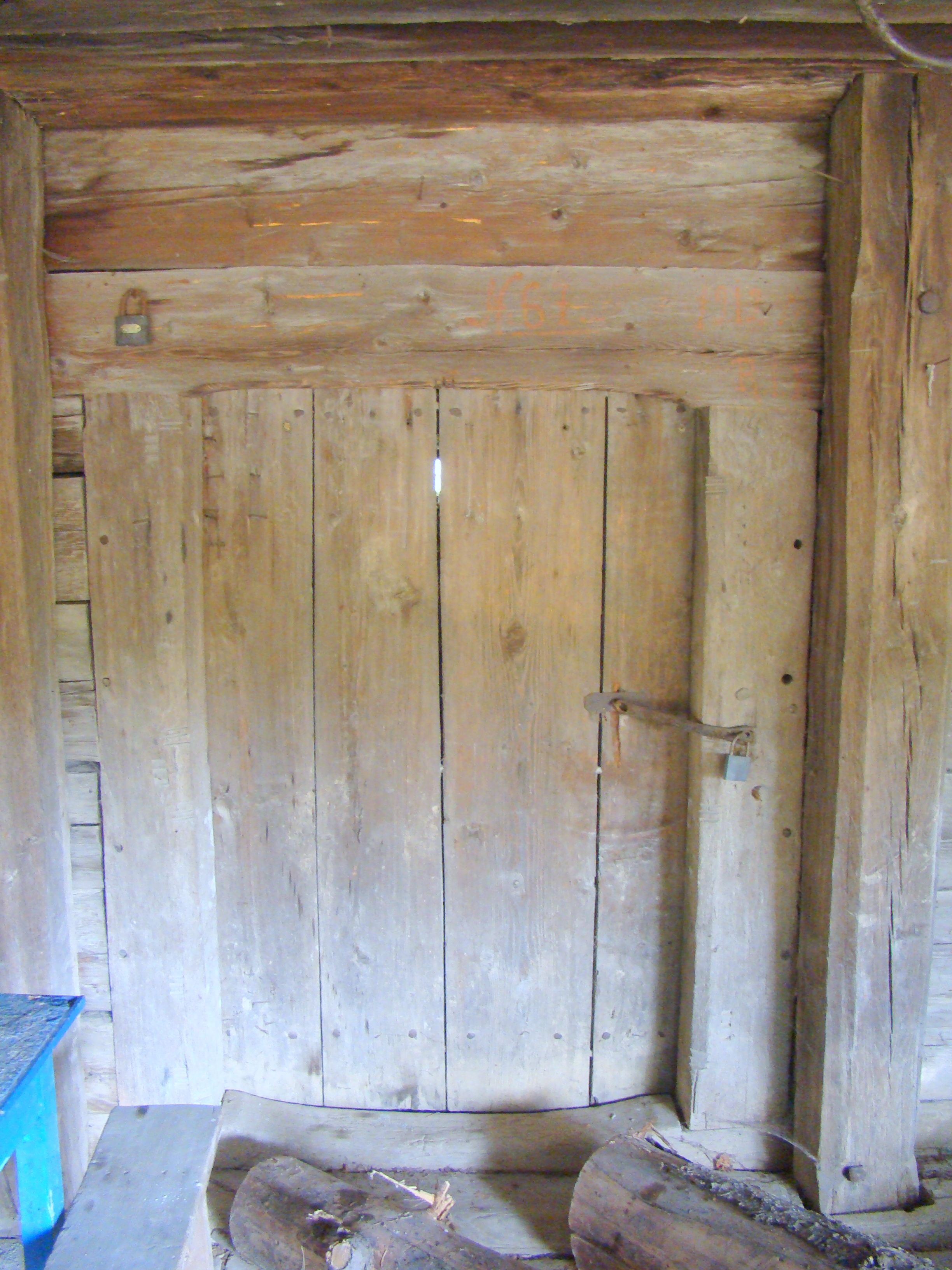
Ancadramentul intrării
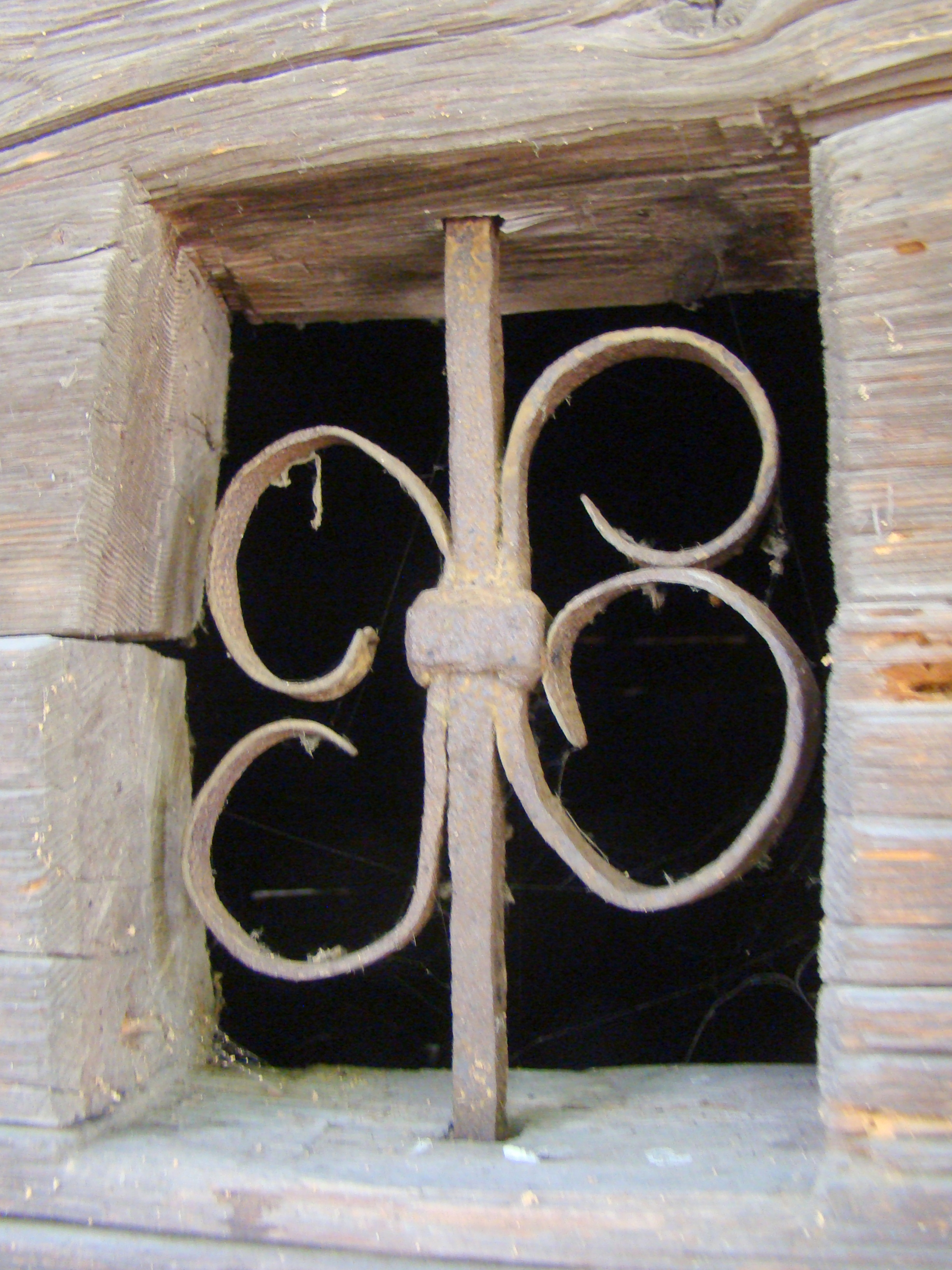
Fereastră
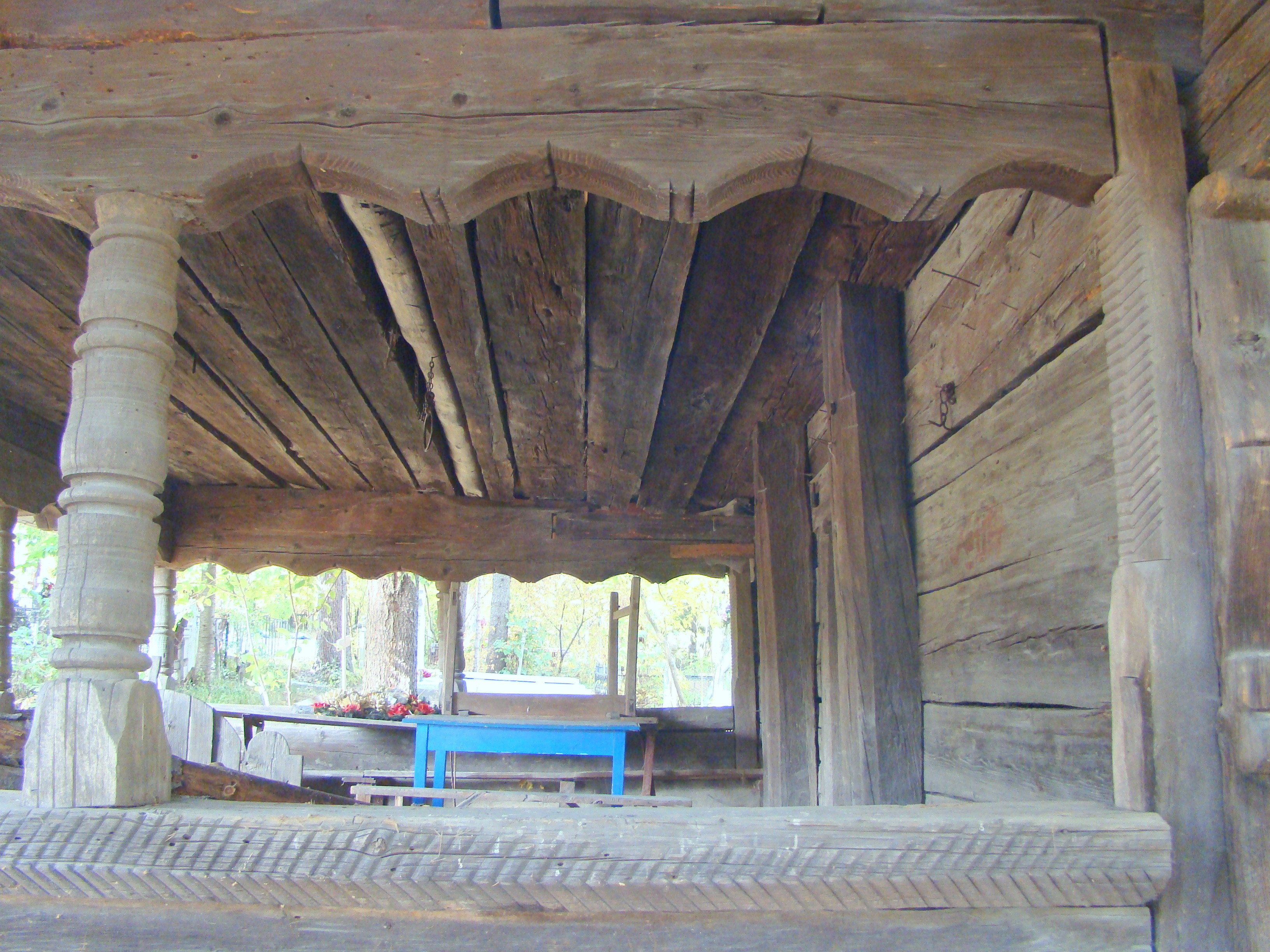
Prispa
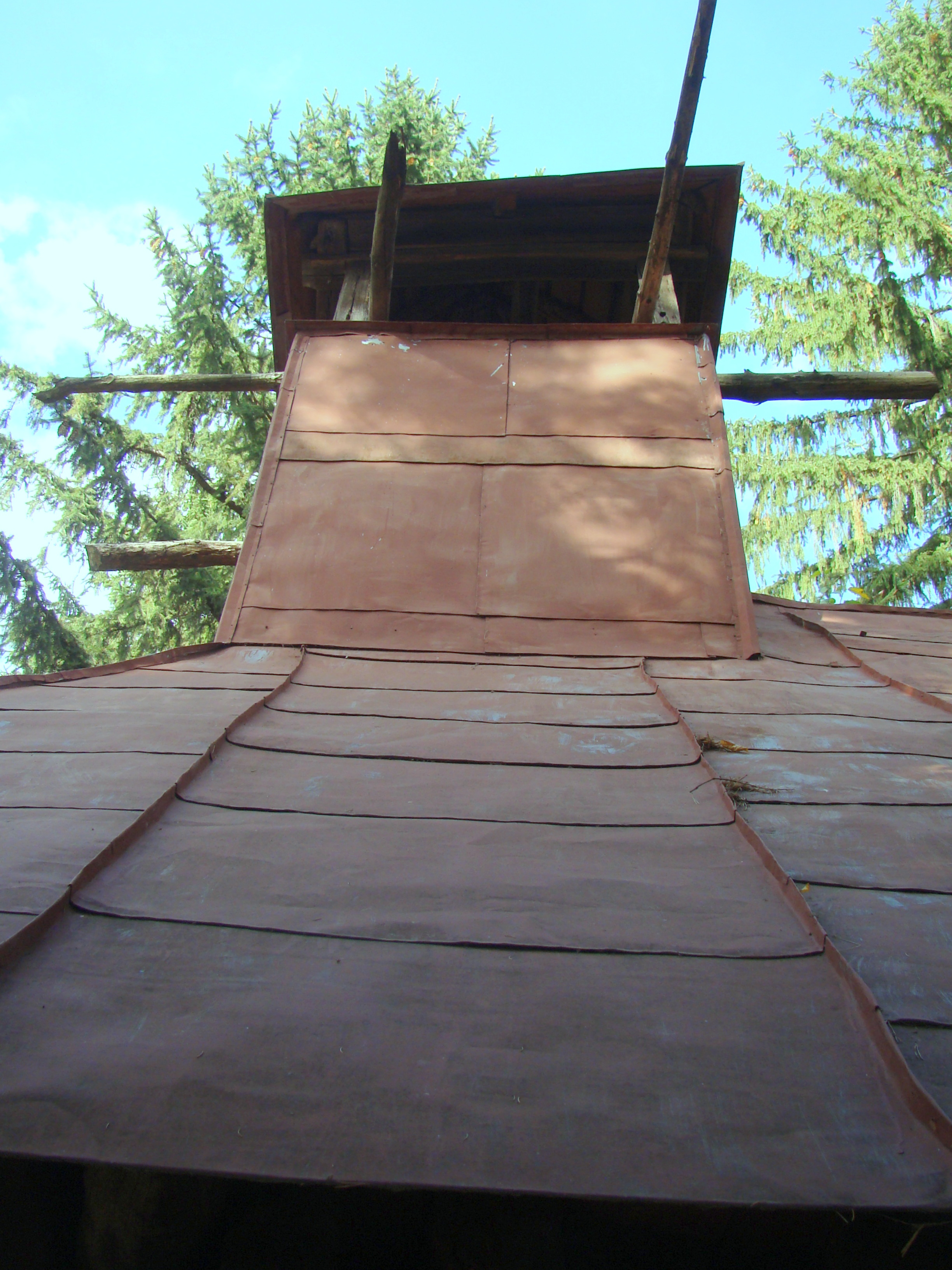
Turnul-clopotniță
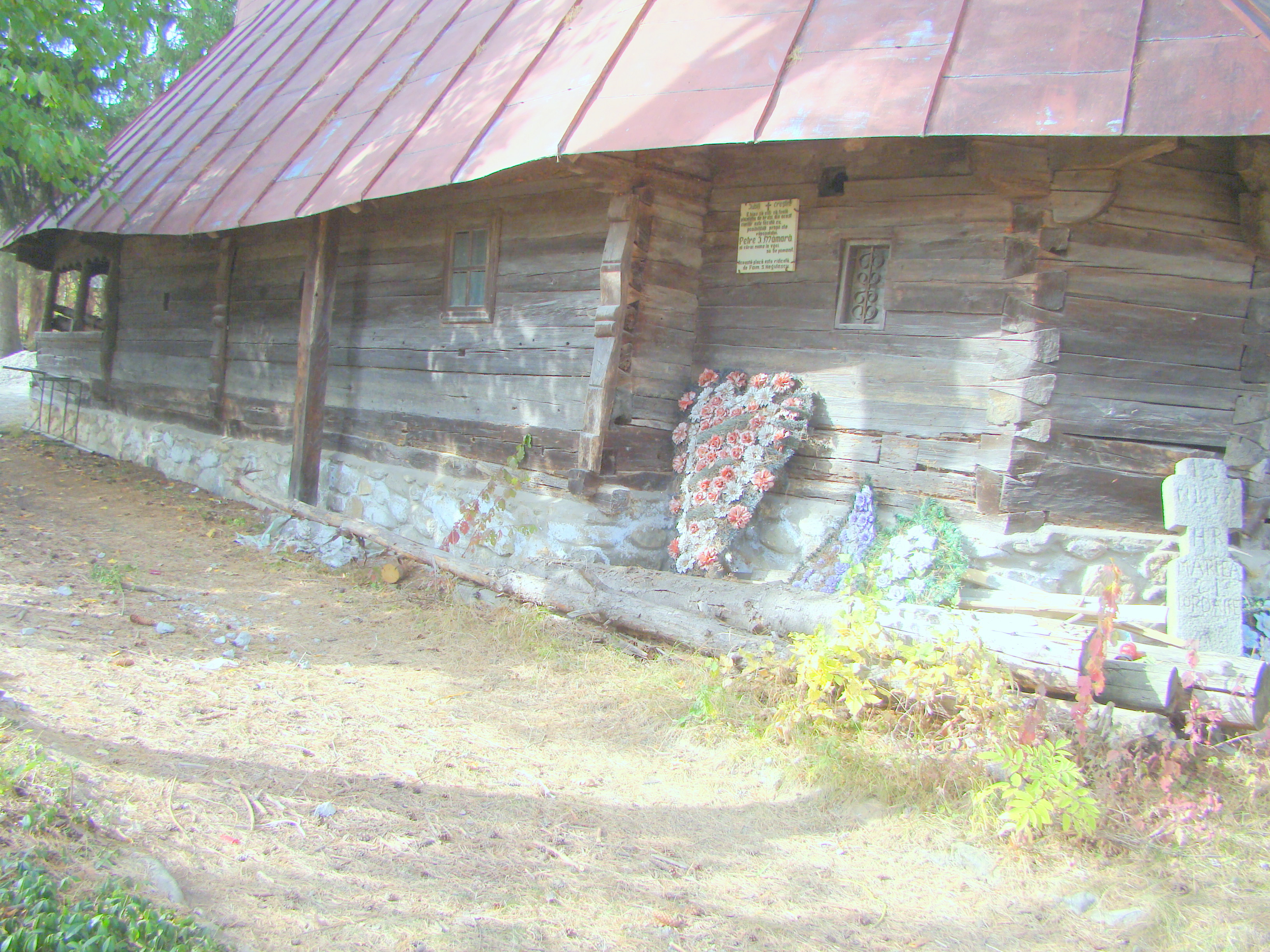
Latura de sud
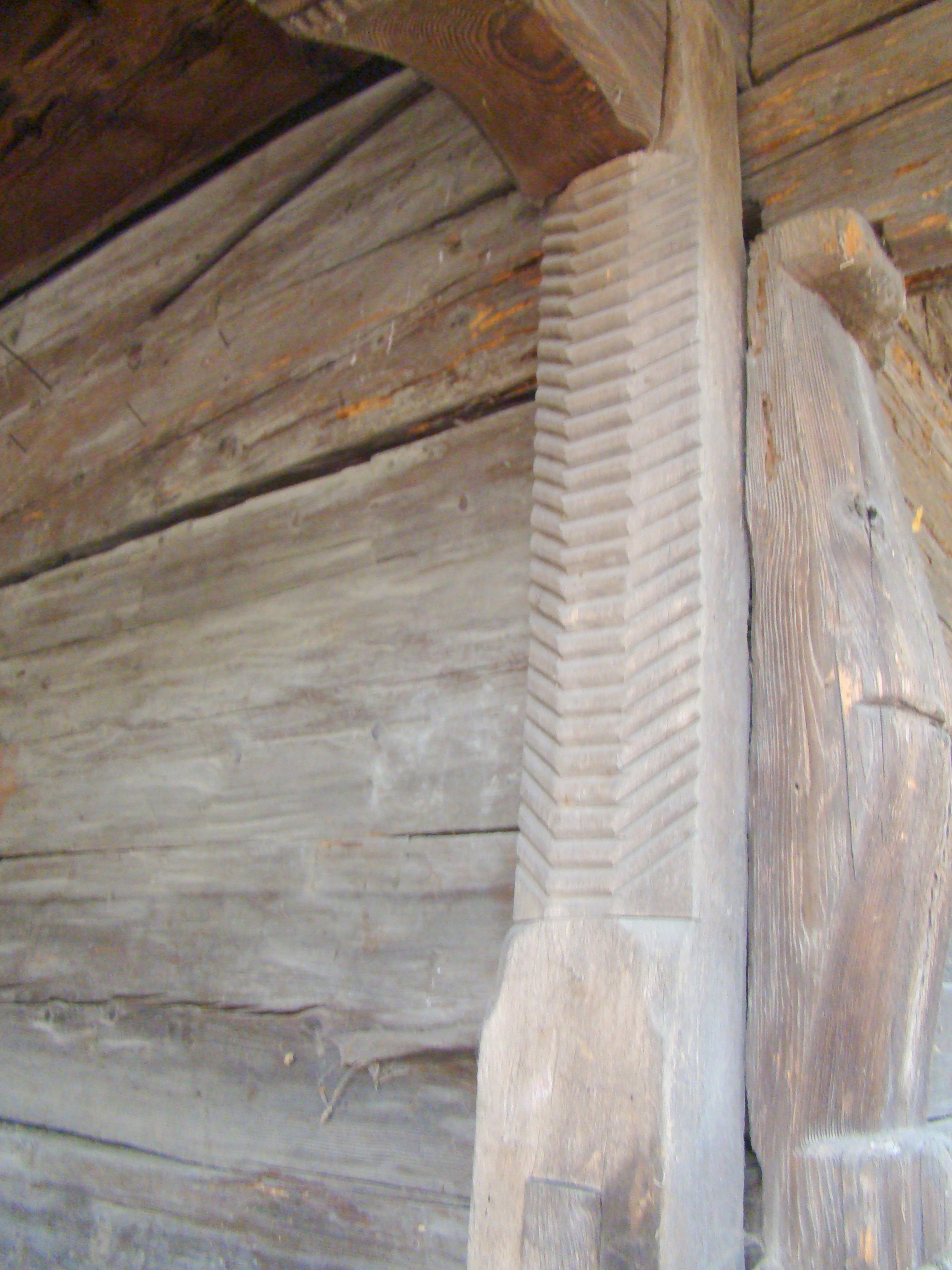
Detaliu la prispă
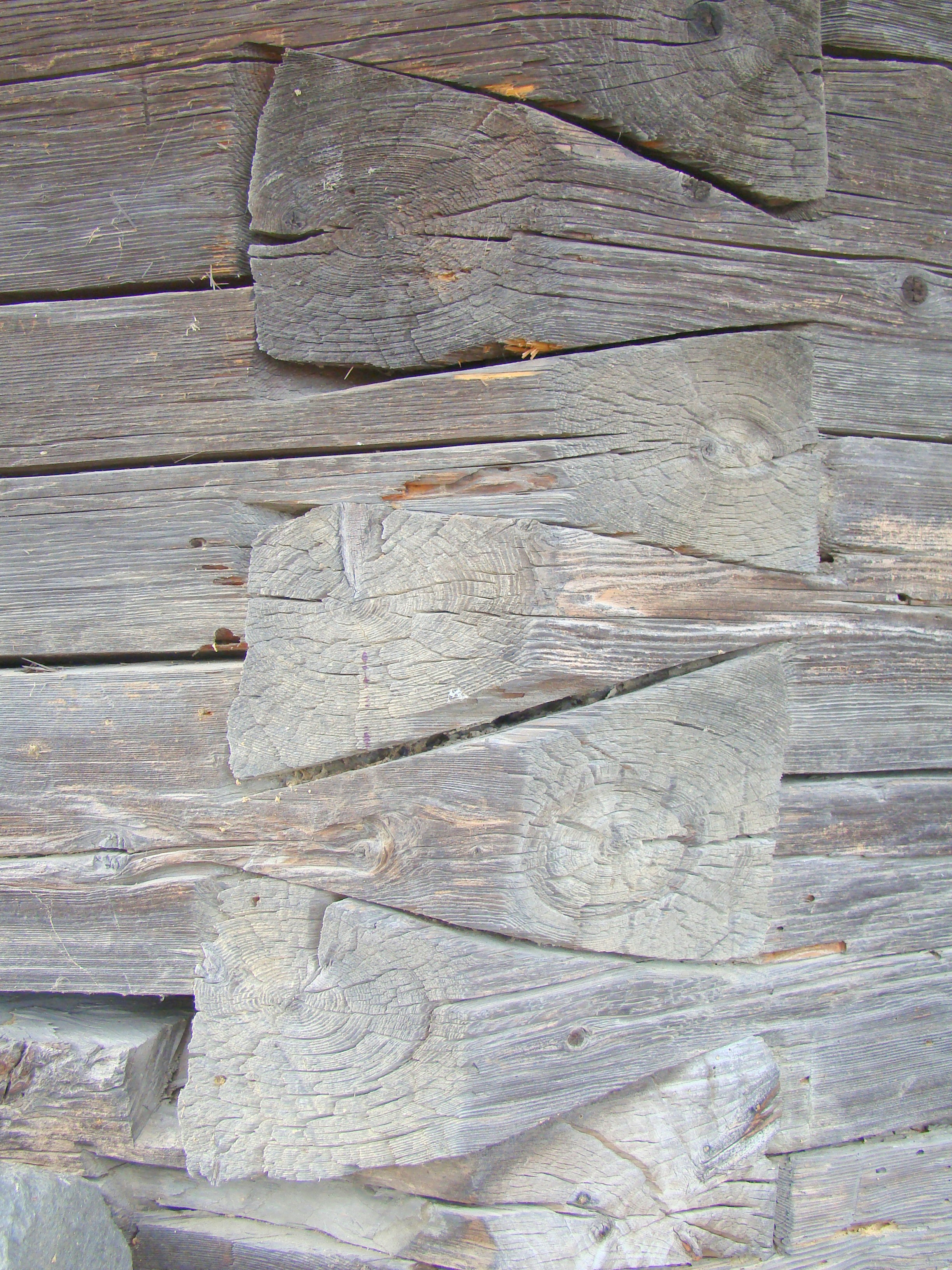
Îmbinări
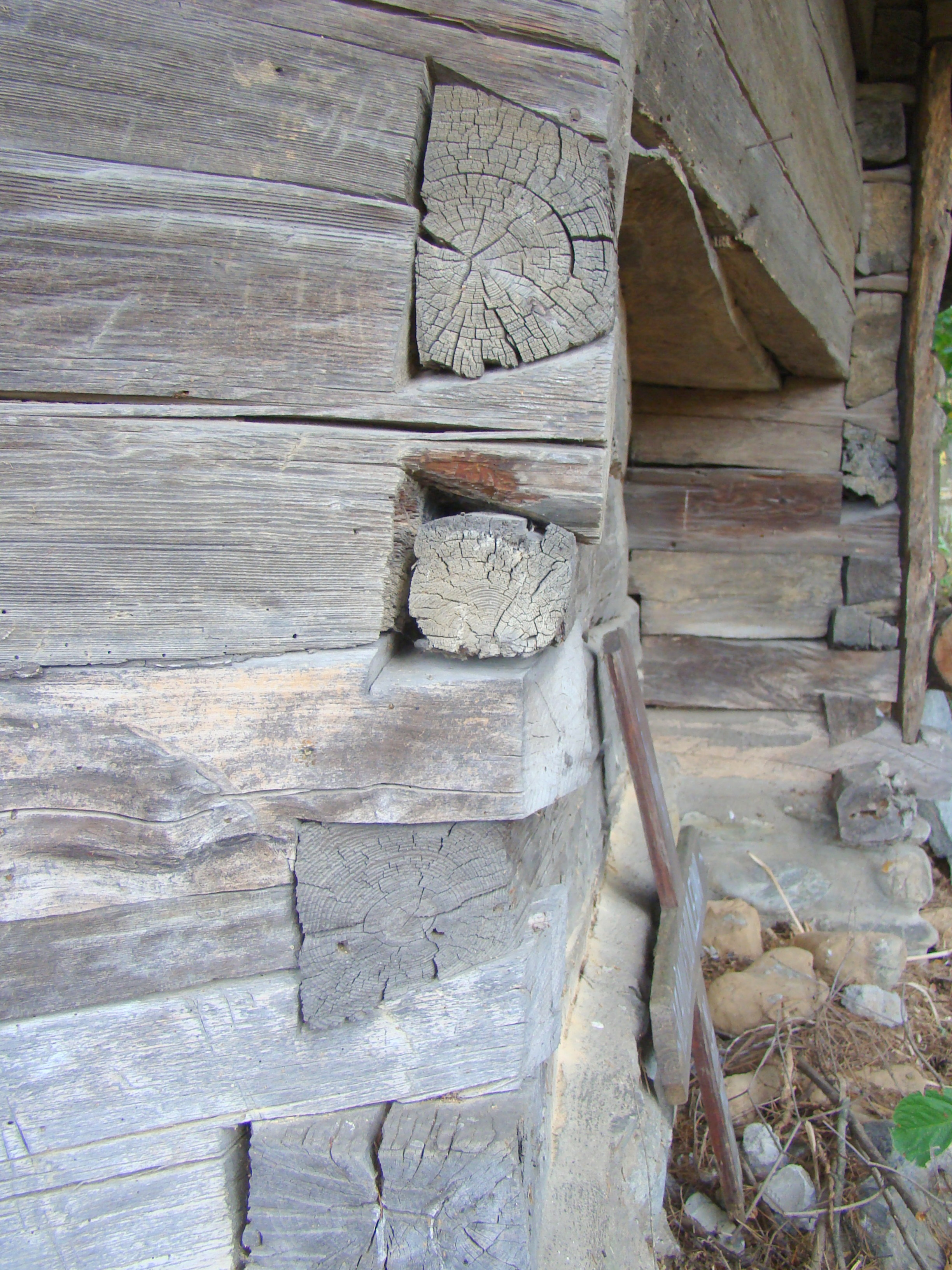
Decroșul absidei
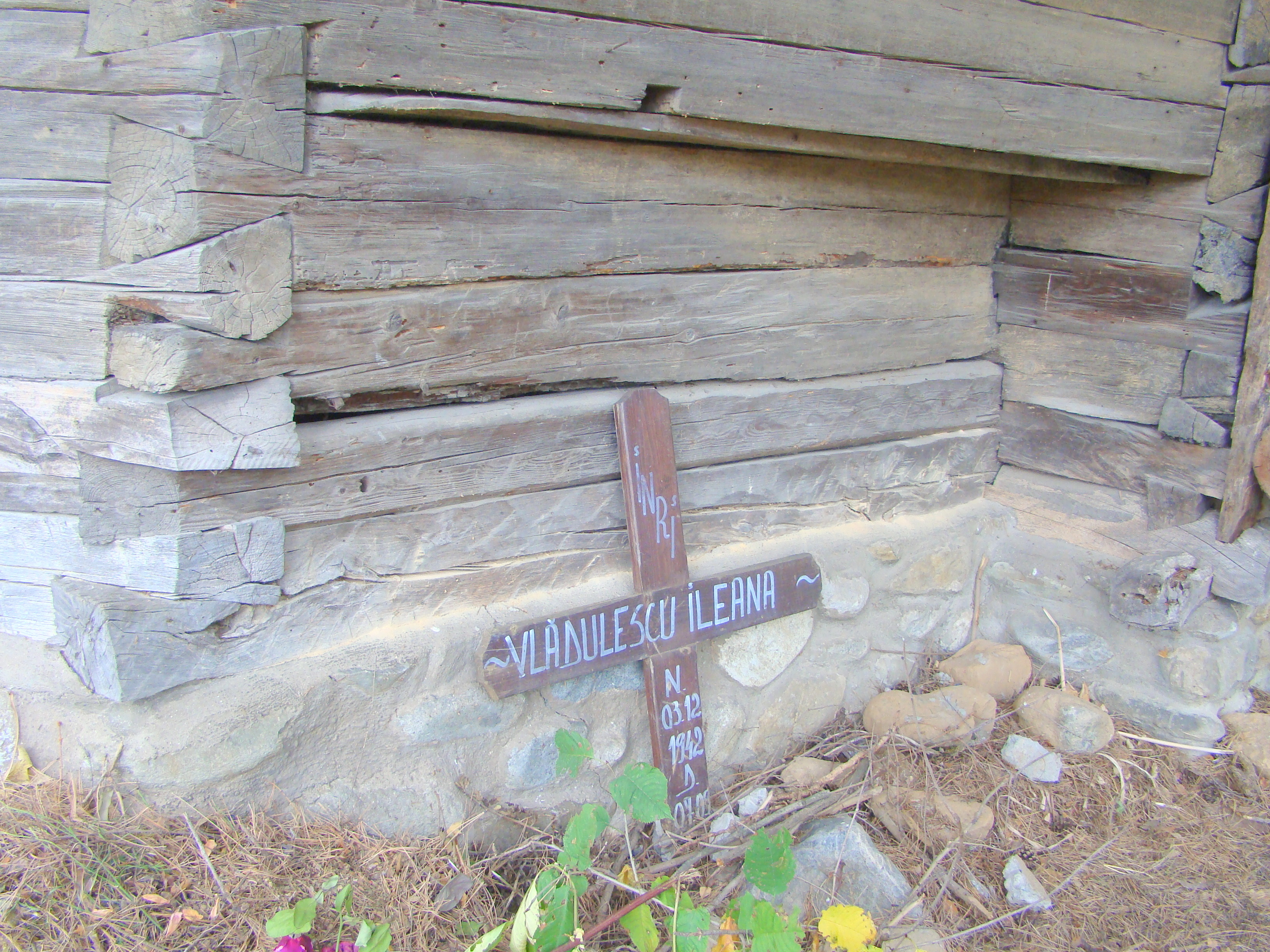
Decroșul absidei
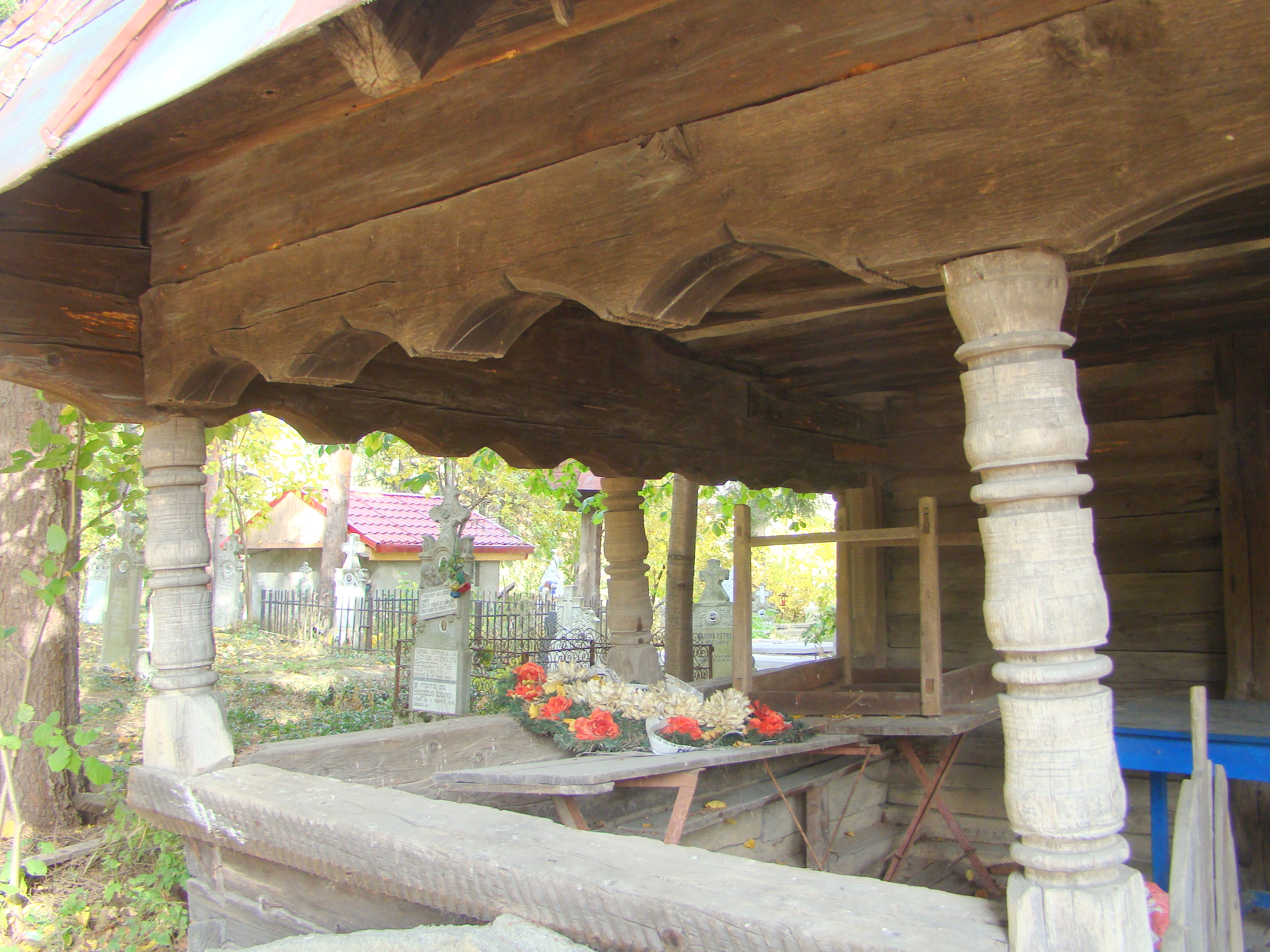
Baluştrii (stâlpi lucraţi la strung) care au înlocuit stâlpii sculptaţi
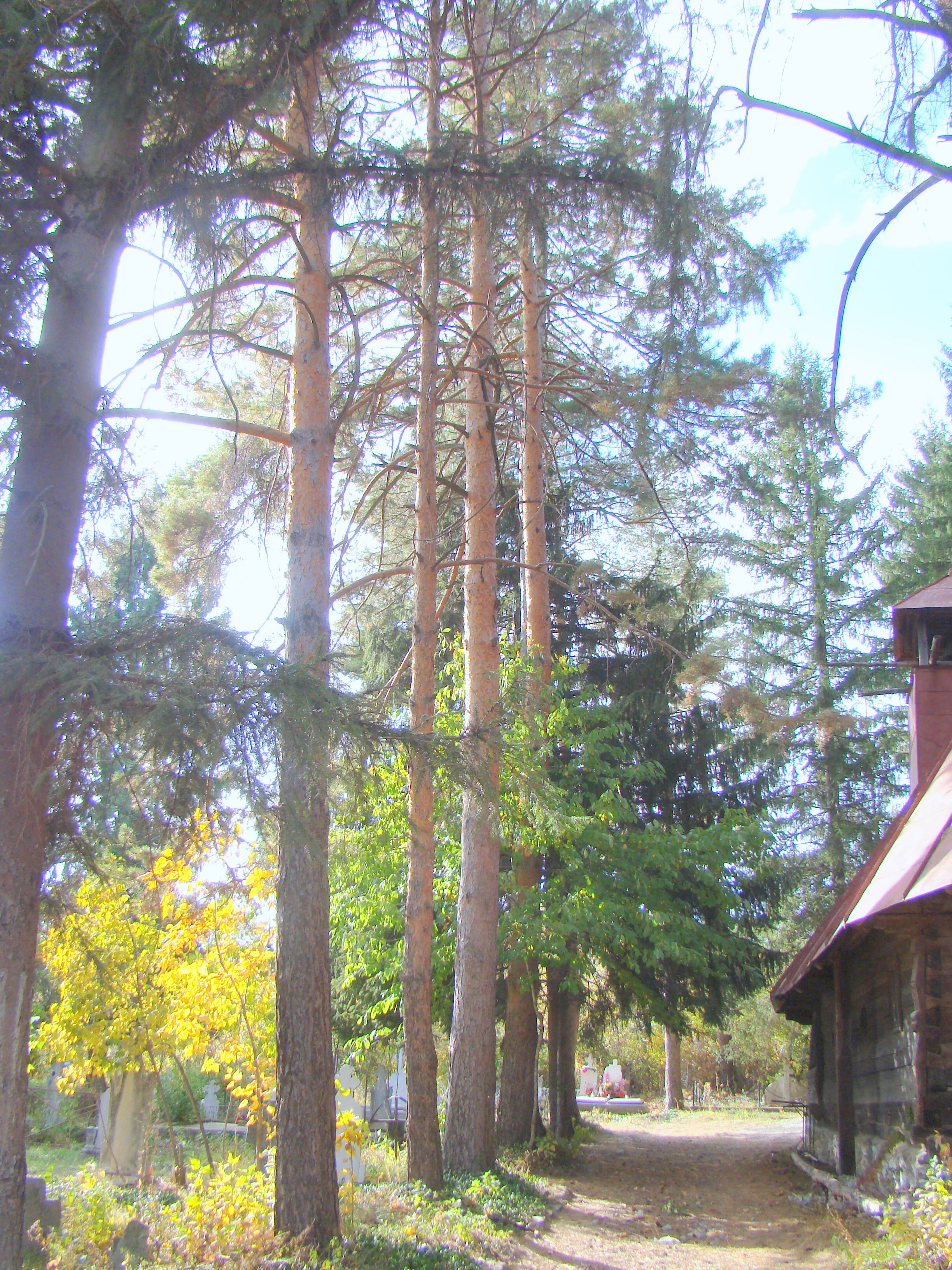
Plantația de brazi a lui Petre I. Mămară în mijlocul căreia e situată biserica
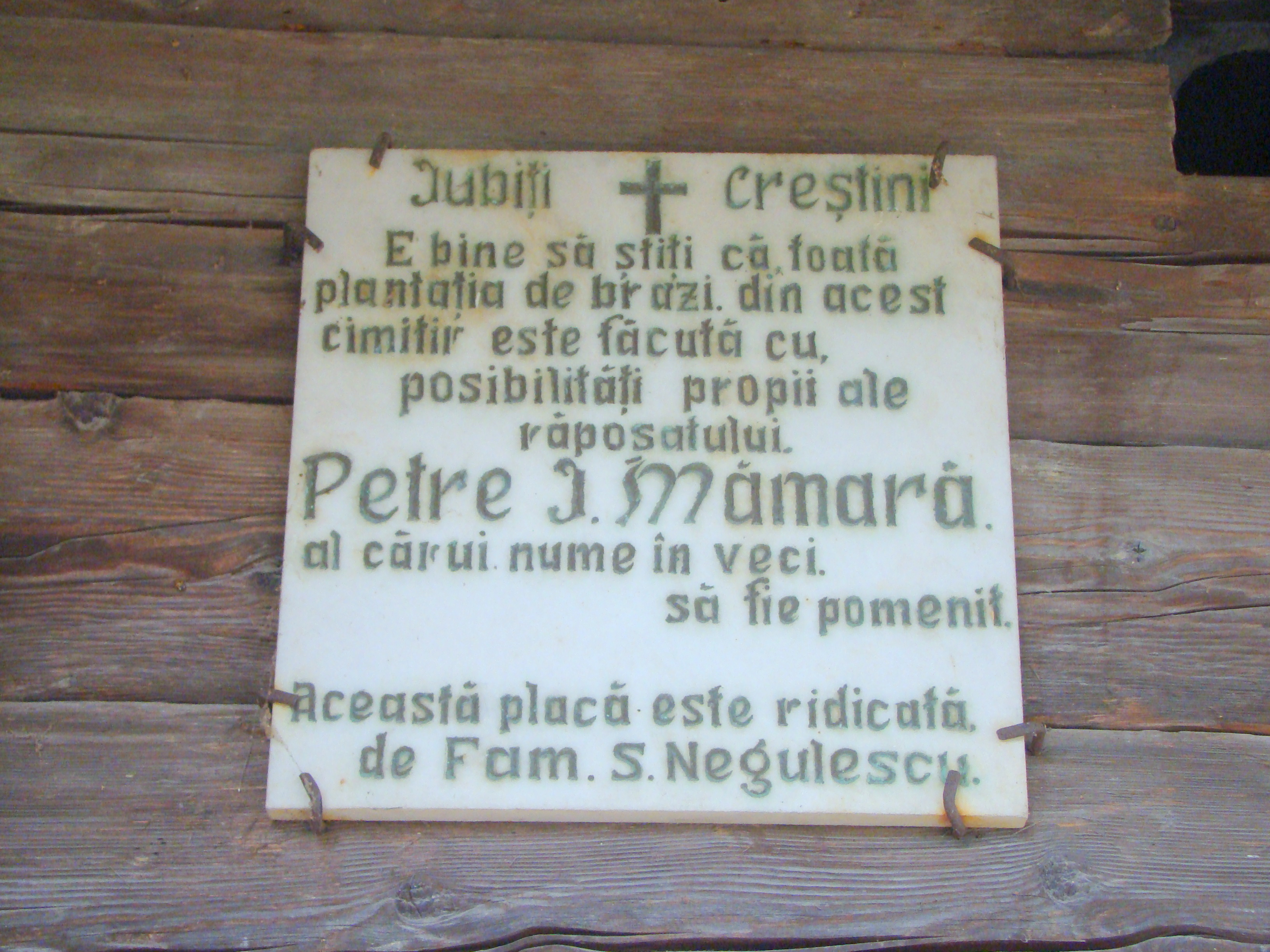